# Legame metallico

Rappresentazione del legame metallico tra due atomi di rame.

Il legame metallico è un caso particolare di legame delocalizzato e consiste in un'attrazione elettrostatica che si instaura tra gli elettroni di valenza e gli ioni positivi metallici.

## Caratteristiche
Gli atomi di metallo hanno in genere pochi elettroni di valenza che sono facilmente delocalizzabili in un reticolo di atomi metallici caricati positivamente. Si può visualizzare questo tipo di legame immaginando un metallo come un reticolo di ioni positivi tenuti uniti da una nube di elettroni.
Come nel caso del legame ionico non esistono quindi molecole vere e proprie ma aggregati reticolari di atomi metallici tenuti insieme da questa forza di tipo elettrostatico.
Questo modello spiega alcune proprietà dei metalli come la loro elevata conducibilità elettrica (infatti, essendo tali elettroni non legati a nessun atomo particolare, risultano essere estremamente mobili) e termica, la loro malleabilità e duttilità, per cui sono riducibili in lamine o fili sottili. La conduzione del calore e la loro opacità e lucentezza sono legate alla mobilità degli elettroni di valenza (elettroni delocalizzati) che incrementano la loro energia cinetica mentre duttilità e malleabilità sono spiegabili dal libero scorrimento reciproco dei piani reticolari (legami non direzionati), il quale non provoca la distruzione dell'edificio cristallino in quanto il legame non è costituito da pochi elettroni localizzati, ma da tutti gli elettroni disponibili. La presenza di legami forti all'interno del legame metallico spiega anche altre caratteristiche proprie dei metalli stessi ovvero l'alta densità, la non solubilità e i punti di ebollizione e fusione molto alti.
Un altro modello utilizzato per interpretare il legame metallico è quello dell’espansione in onde piane, il quale consiste nel rappresentare la funzione d’onda come una combinazione lineare di onde piane, il quale produce una parziale localizzazione degli elettroni liberi, questo modello è applicabile quando non vi sono grandi variazioni del potenziale cristallino 
Il legame metallico è anche il legame che si forma nei processi di brasatura tra i metalli di apporto e quelli di base.

## Teoria delle bande

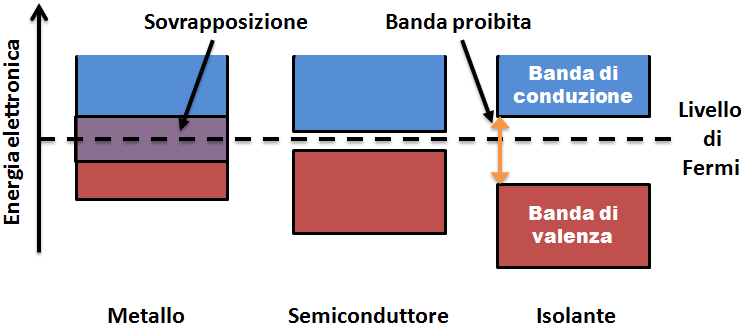
Schema semplificato della struttura elettronica a bande per metalli, semiconduttori e isolanti.

Il fisico svizzero Felix Bloch elaborò la teoria delle bande definendo il legame metallico sulla base di concetti fondamentali della meccanica quantistica. Applicando l'equazione di Schrödinger ad una quantità di atomi metallici tendente a infinito, si ottiene una successione di livelli energetici orbitalici (approssimazione del legame forte): i livelli più bassi contengono elettroni e sono definiti bande di valenza, quelli a energia maggiore sono vuoti e rappresentano le bande di conduzione. 
I conduttori metallici hanno una banda di valenza solo parzialmente riempita o una banda di valenza in stretta contiguità, o addirittura sovrapposta, alla banda di conduzione: in questo modo gli elettroni risultano praticamente mobili e possono facilmente passare da un livello di energia E1 ad un livello E2, generando una corrente elettrica per imposizione di una differenza di potenziale o per assorbimento di un determinato fotone hν (fotoelettricità). Aumentando la temperatura, aumentano i moti oscillatori degli atomi lungo l'asse del nodo cristallino: in questo modo il flusso libero di elettroni risulta ostacolato e si spiega il perché la conduttanza elettrica diminuisca con l'aumentare della temperatura. La distribuzione degli elettroni segue la statistica di Fermi-Dirac. L'energia di Fermi EF è il valore dell'energia che separa il più alto livello energetico occupato dal più basso livello non occupato nello stato fondamentale a 0 K.

Schema semplificato di bande elettroniche di un semiconduttore. In teoria i livelli energetici possibili sono infiniti ma ad alti valori l'elettrone viene espulso. Le bande hanno ampiezza differente in relazione agli orbitali atomici da cui derivano.

I semiconduttori possiedono invece una distribuzione orbitalica dove la banda di conduzione è separata dalla banda di valenza da un piccolo gap energetico, minore di un elettronvolt per mole di elettroni. Con il processo di drogaggio (solitamente vengono utilizzate piccolissime quantità di fosforo o di alluminio) è possibile rendere conduttore un siffatto metallo: inserendo lacune elettroniche si può arrivare praticamente ad annullare il gap mentre aumentando artificialmente il numero di elettroni questi, essendo già totalmente piene le bande di valenza, si distribuiranno nella banda di conduzione riempiendola parzialmente e divenendo mobili nel continuum di energia quantizzata. Aumentando la temperatura si fornisce energia agli elettroni che possono così facilmente superare il piccolo gap energetico, questo effetto prevale sul moto oscillatorio degli atomi; la conduttanza di un semiconduttore aumenta all'aumentare della temperatura.
Gli isolanti sono caratterizzati dall'avere un forte gap energetico tra le bande di valenza e quelle di conduzione, dell'ordine di qualche elettronvolt per mole di elettroni, rendendo impossibile il libero fluire degli elettroni.